# Nadi shodhana pranayama

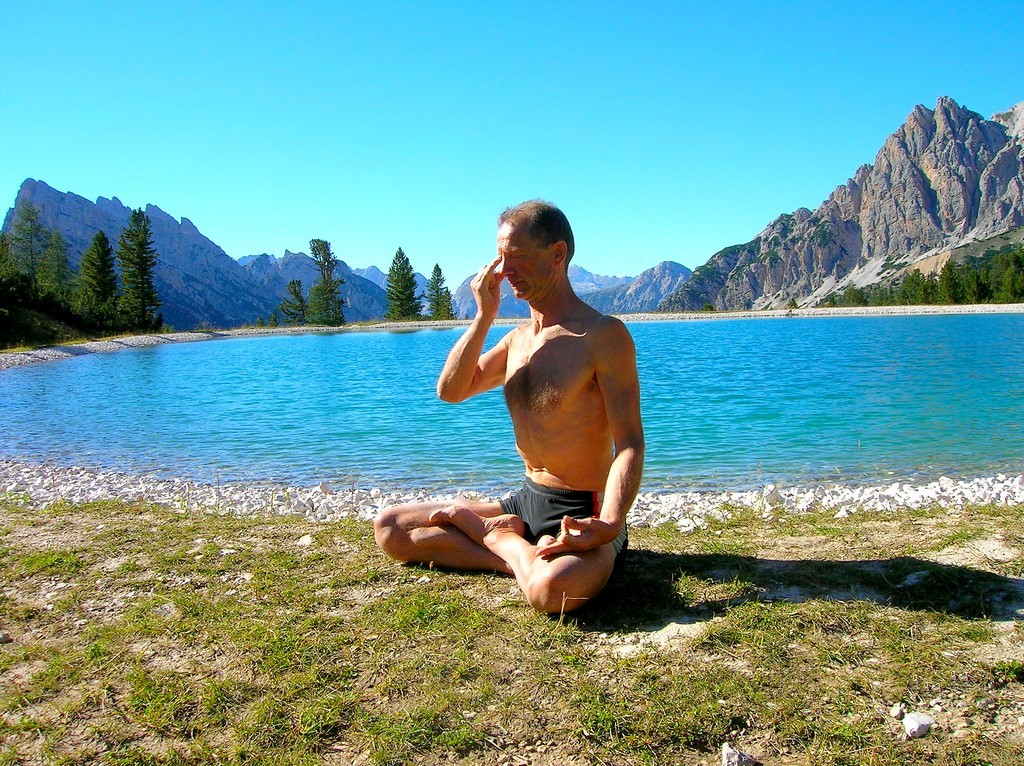
Exécution de nadi shodhana pranayama, un exercice pratiqué en padmāsana qui alterne souffle et rétention du souffle.

Le Nadi shodhana pranayama (composé de nāḍī, नाडी et de śodhana, शोधन qui signifie « qui nettoie, qui purifie ») ou anuloma viloma est une technique respiratoire yogique (pranayama - IAST :  prāṇāyāma -) permettant de purifier, équilibrer et décongestionner les canaux praniques (dans lesquels circule le prana) dont les principaux sont ida, pingala et sushumna. Ce pranayama combinant à la fois surya bhedana pranayama et de chandra bhedana pranayama a une influence calmante sur le mental (manas).

## Description

Vue simplifiée montrant la disposition des trois canaux principaux (ida (B), pingala (D) et sushumna (C)) qui courent verticalement dans le corps pranique.

Il s'agit de respirer alternativement par une narine puis par l’autre en positionnant la main droite face au visage, l'index et le majeur au niveau du troisième œil puis en utilisant le pouce pour boucher la narine droite et l’annulaire pour la gauche.  Il s'agit d'un exercice induisant la tranquillité d'esprit et servant de préambule aux techniques avancées de méditation.
Les yogis utilisent quotidiennement cette pratique après les séances de postures (asanas) et avant la méditation.

## Méthode
- Boucher la narine droite, inspirer par la narine gauche puis marquer une brève rétention du souffle.
- Boucher ensuite la narine gauche, expirer par la narine droite puis marquer une seconde rétention du souffle.
- Inspirer par la narine droite, retenir le souffle puis boucher la narine droite et expirer par la gauche. Faire une nouvelle rétention du souffle si un autre cycle suit.

Ceci représente la totalité d'un cycle. Il doit être effectué plusieurs fois.

## Précautions
- Ne pas retenir le souffle au-delà du confortable.
- Pratiquer dans une pièce bien aérée à bonne température.
- Ne pas pratiquer en cas de nez bouché (rhume, sinusite, allergie, etc.). Préférer dans ce cas la même technique par visualisation mentale : il s'agit de ne pas utiliser les mains mais de visualiser mentalement le passage de l'air d'une narine à l'autre. Cette manière de pratiquer a aussi l'avantage de pouvoir se faire n'importe où n'importe quand[4].

## Important
Chaque personne est différente, ainsi la durée et la répétition du cycle peuvent varier. Bien que de nombreux ouvrages préconisent un certain nombre de cycles, chaque yogi trouvera sa propre routine. Bien que la méthode détaille la main et les doigts à utiliser, cela peut-être modifiée si besoin.
Il est fréquent d'éprouver certaines difficultés avec cette pratique, en raison des narines bouchées. Il est donc recommandé d'effectuer des douches nasales (jala neti) avant la pratique.
Comme toute pratique de respiration issue du yoga, il est primordial qu'elle soit très lente et profonde. Dans la technique de nadi shodhana, la respiration doit être si lente qu'elle en devient la plus silencieuse possible, jusqu'à ne plus sentir l'air passer. Ceci est d'autant plus important qu'il n'est pas confortable ni adéquat de respirer trop fort par le nez. Par ailleurs, la majorité de la population dispose de cloisons nasales déviées, de cornets nasaux plus ou moins hypertrophiés ou de problèmes ORL divers et variés engendrant une obstruction partielle voire totale d'une ou des deux narines. La douceur imposée par les exercices de pranayama rend donc l'exécution de ceux-ci beaucoup plus aisée.